# KAOS Film- und Video-Team
Das KAOS Film und Video-Team war eine 1977 in Köln gegründete politische Film- und Videogruppe. Die Filme werden vom 2002 gegründeten KAOS Kunst- und Video-Archiv e.V. aufbewahrt und gezeigt.

## Geschichte
1977 ging aus der von Peter Kleinert, Reinhold Böhm, Wolfram Seeger, Wilfried Kaute und Yoash Tatari gegründeten Kölner Film- und Videogruppe das KAOS Film- und Video-Team hervor.
Kleinert arbeitete als Autor und Regisseur, Kameramann, Editor und Produzent in Personalunion. Als Einziger der Gründer blieb er mehr als 25 Jahre bei KAOS. In dieser Zeit realisierte das Team mehr als 600 Filme – vielfach preisgekrönte Dokumentationen, Personenporträts, Reportagen über tagesaktuelle Ereignisse, Fernsehbeiträge bis zu experimentellen Kunst-Videos. Das Team produzierte regelmäßig Beiträge für den „offenen Kanal“ Kanal 4. In 200 davon geht es um Köln – und diese Filme bieten eine politische Chronik der jüngeren Stadtgeschichte in Bildern.
1985 wurde die KAOS-Galerie gegründet, die bis 1998 ein Forum für Künstler bot und die Produktion von Kunstvideos und Videofilmen über Künstler.
Die früheren Produktionen reichen von der Langzeitbeobachtung eines Betriebsrates in einem Kölner Metallbetrieb in den Jahren 1978 bis 1980 im Auftrag des WDR (Die Interessenvertreter, 3 Teile) bis zu Dokumentationen über Umweltprobleme wie die Verklappung von Dünnsäure in den Rhein durch den Bayer-Konzern und den geheimen und rechtswidrigen Verkauf von Giftgas-Patenten durch den Bayer-Konzern ans Verteidigungsministerium der Vereinigten Staaten. Für den Film Hungerstreik in Duisburg (1977) erhielt KAOS 1978 den goldenen Adolf-Grimme-Preis.
1989 war KAOS mit ihren Kameras beim Versuch einer Hausbesetzung im Gereonshof dabei und 1992 bei der Räumung des Autonomen Zentrums in der Liebigstraße.
So dokumentierten sie zum Beispiel in Stadtreinigung, wie Polizisten 1994 auf dem Kölner Wallrafplatz vor dem WDR-Funkhaus den obdachlosen Rollstuhlfahrer "Jupp" misshandelten und ließen auch Drogenabhängige, die sich im Kölner Mädchencafe Mäck up am Hauptbahnhof trafen, vor der Kamera über ihre Probleme berichten.
2002 wurde das seit 1981 als GmbH organisierte KAOS Film- und Video-Team aufgelöst.

## KAOS-Galerie
Die KAOS-Galerie war eine von Frühjahr 1985 bis Ende 1997 existierende freie Kunstinitiative in Köln und wurde vom Kulturamt gefördert. Die ausstellenden Künstler erhielten durch KAOS Film- und Video-Team Köln GmbH die Chance, ihre Projekte filmisch dokumentieren zu lassen oder ihre Ideen – unterstützt von Profis aus dem Team – zum ersten Mal selbst in Form künstlerischer Videos umzusetzen. Wenn sie es wünschten, produzierte KAOS-Team für die Künstler auch dokumentarische Porträts. So entstanden mehr als 80 Kunst- und Künstlervideos – überwiegend von Leuten aus Köln, aber auch von Künstlern aus der Schweiz, aus Belgien, Frankreich und den USA, die teilweise für den unabhängigen Kanal 4 produziert wurden. Einige der Künstler arbeiten inzwischen auch als Film- und Video-Macher. Marianne Tralau war die Leiterin der Künstler-Galerie.

## KAOS Kunst- und Video-Archiv
2002 wurde das KAOS Kunst- und Video-Archiv e.V. gegründet, um die Künstlervideos der KAOS-Galerie und die Produktionen von KAOS Film- und Video-Team GmbH zu bewahren und zugänglich zu machen. Die Videos werden auf Festivals, in Hochschulen, Museen, Künstlerhäusern, Gewerkschafts- und politischen Veranstaltungen gezeigt.
Der Verein veranstaltete Workshops mit Künstlern, Autoren, Regisseuren, realisiert Ausstellungsprojekte wie Looking Back Forward im Kunstwerk in Köln-Deutz, lädt seit 2004 zum Praxiteles-Stipendium ein und ist Kooperationspartner vieler Kulturprojekte wie dem Kulturbunker in Köln-Mülheim, dem Kulturkontor im Stahlwerk (Düsseldorf) und dem Projekt Perspektiven06 in Köln-Mülheim.
Filme aus dem Archiv wurden u. a. im Rahmen folgender Ausstellungen gezeigt: Namibia/Deutschland – eine geteilte Geschichte im Rautenstrauch-Joest-Museum, Köln 2004, Unterm Strich – Karikaturen und Zensur in der DDR, im Haus der Geschichte der Bundesrepublik Deutschland /Zeitgeschichtliches Forum Leipzig, 2005.